# Settentrione (rivista)
Settentrione è una rivista accademica finlandese dedicata principalmente ai rapporti tra cultura finlandese e italiana e alle influenze dell'una sull'altra. Col tempo la rivista ha ampliato la sua sfera di interessi anche ad alcuni aspetti della lingua, letteratura e storia scandinava.

## Storia della rivista

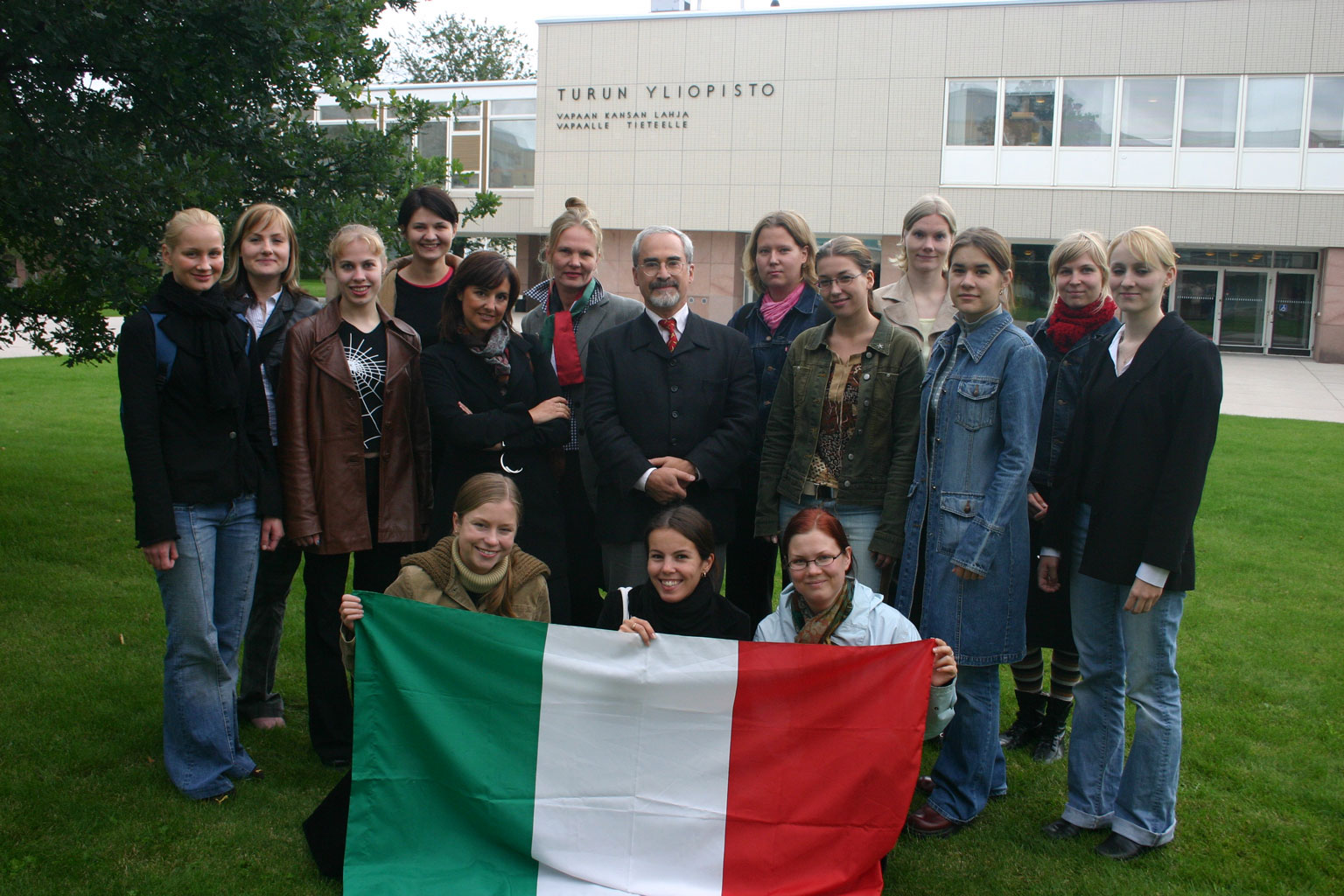
Studenti del Dipartimento di lingua e cultura italiana dell'Università di Turku

La rivista nasce nel 1989 su iniziativa di Lauri Lindgren, docente di filologia romanza, e di Luigi De Anna, responsabile del Dipartimento di lingua e cultura italiana dell'Università di Turku. Tuttora ne sono rispettivamente direttore culturale e redattore.
Pubblicata fino al 1993 dalla casa editrice Casagrande di Turku, dal 1994 è gestita dalla Società di lingua e cultura italiana finlandese.
Nel 1998 ha ricevuto il Premio Nazionale per le traduzioni  del Ministero Italiano per i Beni e le Attività Culturali per la sua opera di diffusione delle traduzioni letterarie in lingua italiana e lingua finlandese. Il premio è stato conferito dal Presidente Carlo Azeglio Ciampi con una cerimonia in Campidoglio.